# رسانه‌های اجتماعی مدیریت ارتباط با مشتری
اجتماعی CRM (به انگلیسی: Social CRM) با استفاده ازرسانه‌های اجتماعی، تکنیک‌ها و فناوری جهت بهره‌مندی سازمان‌های فعال برای تعامل با مشتریان خود است.

## برنامه‌های کاربردی CRM اجتماعی
CRM اجتماعی دارای برنامه‌های کاربردی در بازاریابی و خدمات فروش به مشتریان است از جمله این موارد:
- تعامل اجتماعی با چشم‌انداز: Social CRM ابزاری است که اجازه می‌دهد تا کسب و کار بهتر به واسطه تعامل با مشتریان صورت پذیرد.
- خدمات اجتماعی مشتری:[۲]